# Teorema de Baglini
En Argentina se denomina teorema de Baglini a un concepto que sostiene que cuanto menores son las posibilidades de un partido o dirigente político de acceder al poder, más irresponsables tienden a ser sus propuestas. Fue enunciado en 1986 por Raúl Baglini, entonces diputado de la Unión Cívica Radical, durante una intervención en la Cámara de Diputados en la que expresó:
"En ese sentido, considero que puede enunciarse un teorema sobre la deuda externa, tal como nos enseñaban en la escuela. [...] Ella indica que la ligereza de las posturas sobre la deuda externa es inversamente proporcional a las posibilidades de acceso al gobierno de un partido político determinado. Es decir que a menor posibilidad electoral de ser gobierno, más ligereza en el planteamiento".
Existen a su vez algunas variantes del teorema, a saber:
- El nivel de disparate del discurso de un político es inversamente proporcional a su proximidad al poder.[3]
- A medida que un grupo se acerca al poder, va debilitando sus posiciones críticas al gobierno.[3]
- Las convicciones de los políticos son inversamente proporcionales a su cercanía al poder.[3]
- Cuanto más cerca del poder está, más conservador se vuelve un grupo político.[3]
- Cuanto más se acerca un político al poder más se aleja del cumplimiento de sus promesas de campaña.[4]

Las expresiones de Baglini fueron resumidas como "teorema" por el periodista Horacio Verbitsky.

## Precedentes
"El idealismo se incrementa en proporción directa a la distancia de uno del problema" (en inglés: “Idealism increases in direct proportion to one’s distance from the problem”) — John Galsworthy.